# Ydre
Ydre is een Zweedse gemeente in Östergötland. De gemeente behoort tot de provincie Östergötlands län. Ze heeft een totale oppervlakte van 782,7 km² en telde 3894 inwoners in 2004.

## Plaatsen
| # | Plaats    | Inwoneraantal |
| - | --------- | ------------- |
| 1 | Österbymo | 873           |
| 2 | Hestra    | 490           |
| 3 | Rydsnäs   | 304           |
| 4 | Asby      | 189           |

## Bekende inwoners
Leonhard Fredrik Rääf (1786-1872), parlementslid en folklorist, stond bekend onder de bijnaam Ydredrotten (Heer van Ydre).